# Marmosa d'Alston
La marmosa d'Alston (Marmosa alstoni) és un marsupial sense marsupi de mida mitjana de la família dels didèlfids. És arborícola i nocturn i viu en boscos des de Belize fins a Colòmbia. Els components principals de la seva dieta són els insectes i fruits, però també pot menjar rosegadors, sargantanes i ous d'ocell. L'espècie fou anomenada en honor del zoòleg escocès Edward Richard Alston.